# Calicnemis latreillei
Calicnemis latreillei är en skalbaggsart som beskrevs av François Louis Nompar de Caumont de Laporte 1832. Calicnemis latreillei ingår i släktet Calicnemis och familjen Dynastidae. Inga underarter finns listade.